# Parundinella dakini
Parundinella dakini is een eenoogkreeftjessoort uit de familie van de Tharybidae. De wetenschappelijke naam van de soort is voor het eerst geldig gepubliceerd in 1973 door Bradford.